# Wuxi Classic
Das Wuxi Classic (ehemals Jiangsu Classic) war ein professionelles Snookerturnier.

## Geschichte
Ab der Einführung des Turniers als Jiangsu Classic im Jahr 2008 handelte es sich bis zum Jahr 2011 um ein Einladungsturnier, bei dem es keine Punkte für die Weltrangliste gab. Trotzdem war es, jeweils zum Saisonbeginn, Bestandteil der Snooker Main Tour.
Von 2008 bis 2011 nahmen jeweils zwölf Spieler am Turnier teil, die in zwei Sechsergruppen die vier Halbfinalisten ausspielten. 2010 erfolgte dann die Umbenennung in Wuxi Classic, benannt nach dem Austragungsort, dem Wuxi City Sports Park Stadium in Wuxi, China. Gleichzeitig wurde der Gruppenmodus abgeschafft und durch das K.-o.-System ersetzt.
In der Saison 2012/13 wurde es das fünfte vollwertige Ranglistenturnier, das in China stattfand.
2009 gelang Mark Selby während der Gruppenphase das 69. Maximum Break der Snookergeschichte.
2012 spielte Stuart Bingham im Finale bereits das 89. offizielle Maximum Break.
2013 gelang Neil Robertson in der Qualifikation das 98. Maximum Break der Snookergeschichte.
In der Saison 2015/16 zog der World Cup um nach Wuxi und das Wuxi Classic wurde eingestellt.

## Sieger
| Jahr                                            | Austragungsort                                  | Sieger                                          | Ergebnis                                        | Finalist                                        | Hauptsponsor                                    | Saison                                          |
| Jiangsu Classic – kein Ranglistenturnier-Status | Jiangsu Classic – kein Ranglistenturnier-Status | Jiangsu Classic – kein Ranglistenturnier-Status | Jiangsu Classic – kein Ranglistenturnier-Status | Jiangsu Classic – kein Ranglistenturnier-Status | Jiangsu Classic – kein Ranglistenturnier-Status | Jiangsu Classic – kein Ranglistenturnier-Status |
| ----------------------------------------------- | ----------------------------------------------- | ----------------------------------------------- | ----------------------------------------------- | ----------------------------------------------- | ----------------------------------------------- | ----------------------------------------------- |
| 2008                                            | Wuxi & Nanjing                                  | Ding Junhui                                     | 6:5                                             | Mark Selby                                      | Guolian Securities                              | 2008/09                                         |
| 2009                                            | Wuxi – Wuxi City Sports Park Stadium            | Mark Allen                                      | 6:0                                             | Ding Junhui                                     | Wuzhou International Group                      | 2009/10                                         |
| Wuxi Classic – kein Ranglistenturnier-Status    |                                                 |                                                 |                                                 |                                                 |                                                 |                                                 |
| 2010                                            | Wuxi – Wuxi City Sports Park Stadium            | Shaun Murphy                                    | 9:8                                             | Ding Junhui                                     | Rundili                                         | 2010/11                                         |
| 2011                                            | Wuxi – Wuxi City Sports Park Stadium            | Mark Selby                                      | 9:7                                             | Allister Carter                                 | –                                               | 2011/12                                         |
| Wuxi Classic – Ranglistenturnier-Status         |                                                 |                                                 |                                                 |                                                 |                                                 |                                                 |
| 2012                                            | Wuxi – Wuxi City Sports Park Stadium            | Ricky Walden                                    | 10:4                                            | Stuart Bingham                                  | –                                               | 2012/13                                         |
| 2013                                            | Wuxi – Wuxi City Sports Park Stadium            | Neil Robertson                                  | 10:7                                            | John Higgins                                    | Sports Lottery Cup                              | 2013/14                                         |
| 2014                                            | Wuxi – Wuxi City Sports Park Stadium            | Neil Robertson                                  | 10:9                                            | Joe Perry                                       | Sports Lottery Cup                              | 2014/15                                         |